# Montégut (Landy)
Montégut – miejscowość i gmina we Francji, w regionie Nowa Akwitania, w departamencie Landy.
Według danych na rok 1990 gminę zamieszkiwało 79 osób, a gęstość zaludnienia wynosiła 16 osób/km² (wśród 2290 gmin Akwitanii Montégut plasuje się na 1096. miejscu pod względem liczby ludności, natomiast pod względem powierzchni na miejscu 1431.).